# Saint-Georges-les-Landes
Saint-Georges-les-Landes è un comune francese di 258 abitanti situato nel dipartimento dell'Alta Vienne nella regione della Nuova Aquitania.

## Società

### Evoluzione demografica
Abitanti censiti